# サラ・ギルバート
サラ・ギルバート（Sara Gilbert、1975年1月29日 - ）は、アメリカ合衆国 サンタモニカ生まれの女優である。

## 来歴
1975年にカリフォルニア州サンタモニカに生まれる。母親は元女優バーバラ・コーアン（生名バーバラ・クレイン）で、父親ハロルド・アベルスとの娘になる。両親はユダヤ系。母方の祖父（外祖父）にMGM所属の脚本家、コメディーライターだったハリー・クレイン（en）がいる。
母親の元夫でサラの義父に当たる俳優ポール・ギルバート（のち自死）で、その夫婦間の養子が義姉の女優メリッサ・ギルバートと義兄の元俳優ジョナサン・ギルバートである。この義理の兄姉は、1974年のTVドラマシリーズ『大草原の小さな家』主演子役で知られている。サラ・ギルバートの芸名は、義父ポール・ギルバートから名付けた。また、実父ハロルド・アベルスの連れ子である他の義理の兄姉もいる。
6歳のときに女優になることを決意して、テレビ映画やコマーシャルなどへ子役として出演。その後、コメディエンヌのロザンヌ・バー主演のシットコム『ロザンヌ』において主人公の娘役を演じたことで人気が出始める。その後女優業を続けながらイエール大学へ進学し、芸術科を専攻して1997年に卒業。その後も順調にキャリアを積んでおり、主にテレビドラマを中心に活躍している。なお、『ロザンヌ』での演技でエミー賞へ2回ノミネートされている。
私生活ではベジタリアンであることを公言している。また、2001年にテレビプレゼンターのアリソン・アドラーと交際をはじめ、2004年と2007年に2人の子供をもうける。ギルバートは2010年に公にカミングアウトする。しかしアドラーとは2011年に破局した。その後交際を始めたミュージシャンのリンダ・ペリーと2014年3月に結婚した。

## 主な出演作品

### 映画
| 公開年 | 邦題 原題                                      | 役名                 | 備考 |
| ------ | ---------------------------------------------- | -------------------- | ---- |
| 1992   | ボディヒート Poison Ivy                        | シルヴィー・クーパー |      |
| 1998   | ウェルカム・バクスター Dessert Blue            | サンディ             |      |
| 1999   | シザーズ・カップ The Big Tease                 | Gretle Dickens       |      |
| 1999   | ハイスクール・ジャック/ 怒りの教室 Light It Up | リン・サバティーニ   |      |
| 2000   | ハイ・フィデリティ High Fidelity               | Anaugh               |      |
| 2001   | サンキュー、ボーイズ Riding in Cars with Boys  | ティナ・バー         |      |

### テレビシリーズ
| 放映年    | 邦題 原題                                                        | 役名                 | 備考          |
| --------- | ---------------------------------------------------------------- | -------------------- | ------------- |
| 1988-1997 | ロザンヌ Roseanne                                                | ダーリーン・コナー   | 219エピソード |
| 2000-2001 | Welcome to New York                                              | エイミー・マニング   | 13エピソード  |
| 2002      | 24 -TWENTY FOUR- 24                                              | ポーラ・シェーファー | 5エピソード   |
| 2003      | ふたりは友達? ウィル&グレイス Will & Grace                       | シェリル             | 1エピソード   |
| 2004-2007 | ER緊急救命室 ER                                                  | ジェーン・フィグラー | 15エピソード  |
| 2005-2006 | Twins                                                            | ミッチー・アーノルド | 18エピソード  |
| 2007      | プライベート・プラクティス 迷えるオトナたち Private Practice     | ケリー               | 1エピソード   |
| 2007-2010 | ビッグバン★セオリー/ギークなボクらの恋愛法則 The Big Bang Theory | レスリー・ウィンクル | 8エピソード   |
| 2008      | LAW & ORDER:性犯罪特捜班 Law & Order: Special Victims Unit       | ケイトリン・ライアン | 1エピソード   |
| 2010      | グレイズ・アナトミー 恋の解剖学 Grey's Anatomy                   | キム・アレン         | 1エピソード   |
| 2010      | しあわせの処方箋 Hawthorne                                       | マリア・プライス     | 5エピソード   |
| 2013      | Web Therapy                                                      | シルヴィー・フランク | 4エピソード   |
| 2019      | ウィアード・シティ Weird City                                    | ジャスリン           | 主演          |

### テレビアニメ
- ザ・シンプソンズ The Simpsons (1992)

### テレビ番組
- サタデー・ナイト・ライブ Saturday Night Live (1994)　※ホスト